# Glaphyromorphus pumilus
Glaphyromorphus pumilus är en ödleart som beskrevs av  Macleay 1887. Glaphyromorphus pumilus ingår i släktet Glaphyromorphus och familjen skinkar. Inga underarter finns listade i Catalogue of Life.